# بلانش مونیه
بلانش مونیه (Blanche Monnier زادهٔ ۱ مارس ۱۸۴۹ – درگذشتهٔ ۱۳ اکتبر ۱۹۱۳) زنی از پواتیهٔ فرانسه بود که به مدت ۲۵ سال به‌طور مخفیانه، توسط مادرش در یک اتاق کوچک حبس شده‌بود. مونیه ۲۵ سال از دیدن نور خورشید محروم بود.

## زندگی‌نامه
مونیه یک سوسیالیست فرانسوی از یک خانواده محترم در پواتیه فرانسه بود. در سال ۱۸۷۶، زمانی که ۲۵ سال داشت، تصمیم گرفت علی‌رغم میل مادرش با یک وکیل ازدواج کند، مادرش عقیده داشت که مونیه نمی‌تواند با یک وکیل بی‌پول ازدواج کند. مادر ناراضی او را در اتاق کوچک زیر شیروانی خانه‌اش به مدت ۲۵ سال حبس کرد. مادر و برادرش زندگی روزمره خود را ادامه می‌دادند و وانمود می‌کردند که برای از دست دادن او اندوهگین و سوگوارند. تمام دوستان او از ماجرا بی‌اطلاع بودند، وکیلی که می‌خواست با او ازدواج کند سرانجام در سال ۱۸۸۵ درگذشت. در ۲۳ مهٔ ۱۹۰۱، دادستان‌کل پاریس نامه‌ای ناشناس دریافت کرد که حبس بودن وی را بر ملا کرد. و سرانجام مونیه توسط پلیس از آن شرایط هولناک رهایی یافت.
مادر او دستگیر شد و مدت کوتاهی پس از دستگیری بیمار شد. وی ۱۵ روز بعد، پس از اینکه مردم عصبانی در جلوی خانه‌اش تجمع کردند، درگذشت. برادرش مارسل مونیه در دادگاه حاضر شد. وی در ابتدا مجرم شناخته شد، سپس در دادگاه تجدید نظر تبرئه شد. مارسل مونیه ناتوانی ذهنی داشت و اگر چه داوران از او انتقاد کردند اما سپس دریافتند که در آن زمان وظیفهٔ نجات در قانون جزا وجود نداشته‌است.
پس از اینکه بلانش از اتاق آزاد شد، به مشکلات ذهنی و روانی مبتلا شد و خیلی زود در بیمارستان روانی در بویزی پذیرفته شد. او در همان‌جا در سال ۱۹۱۳ درگذشت.

## یادبود
- در سال ۱۹۳۰، آندره ژید کتابی در مورد این حادثه به نام La Sequestree de Poitiers نوشت و با تغییرات کوچکی در نام‌ها منتشر کرد. این کتاب تأثیر زیادی روی میشل فوکو داشت.

## گفتاوردها (نقل قول‌ها)
1. ↑  “Monsieur Attorney General: I have the honor to inform you of an exceptionally serious occurrence. I speak of a spinster who is locked up in Madame Monnier’s house, half-starved and living on a putrid litter for the past twenty-five years – in a word, in her own filth. ”
2. ↑  Covered in food and feces, with bugs all around the bed and floor, weighing barely 50 pounds.